# Anarmostes
Anarmostes is een geslacht van kevers uit de familie somberkevers (Zopheridae).

## Soorten
Deze lijst is mogelijk niet compleet.
- A. ater
- A. costatus
- A. elongatus
- A. granulosus
- A. sculptilis
- A. vicinus